# Dessiàtnikovo
Dessiàtnikovo (en rus: Десятниково) és un poble de la República de Buriàtia, a Rússia, segons el cens del 2010 tenia 683 habitants.